# 도가시 유타
도가시 유타(일본어: 富樫 佑太, 1995년 12월 18일 ~ )는 일본의 축구 선수이다. 현재 J3리그의 가이나레 돗토리에서 뛰고 있다.

## 구단 경력
그는 2015년부터 J리그의 FC 류큐, FC 기후, 가이나레 돗토리에서 뛰었다.